# Caccobius minusculus
Caccobius là một chi nấm trong họ Thelebolaceae. Chi này chỉ gồm một loài Caccobius minusculus.